# Deutsche Mannschaftsmeisterschaften Schwimmen (Frauen) 2014
Der Ligenwettbewerb Deutsche Mannschaftsmeisterschaften Schwimmen, kurz DMS, der Frauen wurde 2014 im Januar und Februar ausgetragen. Die SG Essen verteidigte seinen Titel aus dem Vorjahr und errang damit ihre sechste Meisterschaft in Folge.

## 1. Bundesliga
Die SG Essen verteidigte im Essener Hauptbad ihren Titel aus dem Vorjahr erfolgreich und feierte die sechste Meisterschaft in Folge. In die untergeordnete 2. Bundesliga stiegen zur Folgesaison der TSV Hohenbrunn-Riemerling sowie nach einem Jahr der Potsdamer SV ab, im Gegenzug stiegen in die 1. Bundesliga die SSG 81 Erlangen und der SC Wiesbaden 1911 auf.
Für die punktbeste Einzelleistung der Meisterschaft sorgte Sarah Köhler aus Frankfurt mit ihren 883 Punkten über 800 m Freistil.

### Modus
Im Wettkampf der 1. Bundesliga, an der 12 Mannschaften teilnahmen, wurde auf einer 25-m-Bahn an zwei aufeinanderfolgenden Tagen in drei Abschnitten jeweils das komplette olympische Programm geschwommen. Deutscher Mannschaftsmeister wurde die Mannschaft mit der höchsten Gesamtpunktzahl (berechnet anhand der FINA-Punktetabelle). Die zwei letztplatzierten Mannschaften der 1. Bundesliga (Plätze 11 und 12) stiegen in die 2. Bundesliga ab. Eine Schwimmerin durfte nur in fünf Wettkämpfen starten, wobei eine Schwimmstrecke nur im Falle eines Nachschwimmens wiederholt werden durfte. Der Start im Nachschwimmen wurde auf die Anzahl der Starts der Schwimmerin angerechnet.

### Zeitplan
| Samstag: 1. Februar 2014 | 10.00 Uhr | 1. Abschnitt |
| Samstag: 1. Februar 2014 | 15.15 Uhr | 2. Abschnitt |
| Sonntag: 2. Februar 2014 | 10.00 Uhr | 3. Abschnitt |

### Abschlusstabelle
| Platz | Mannschaft                | Gesamt Punkte | 1. Abschnitt Punkte | 2. Abschnitt Punkte | 3. Abschnitt Punkte |
| ----- | ------------------------- | ------------- | ------------------- | ------------------- | ------------------- |
| 01.   | SG Essen (M)              | 28.372        | 9.695               | 9.403               | 9.274               |
| 02.   | SC Magdeburg (N)          | 27.099        | 8.938               | 8.916               | 9.245               |
| 03.   | SG Frankfurt              | 26.595        | 8.850               | 8.969               | 8.776               |
| 04.   | SG Dortmund               | 26.396        | 8.686               | 8.686               | 9.024               |
| 05.   | SV Würzburg 05            | 26.254        | 8.762               | 8.644               | 8.848               |
| 06.   | SG Neukölln Berlin        | 25.849        | 8.361               | 8.415               | 9.073               |
| 07.   | SSG Saar Max Ritter       | 25.833        | 8.601               | 8.547               | 8.685               |
| 08.   | SV Halle                  | 25.771        | 8.663               | 8.413               | 8.695               |
| 09.   | SG Stadtwerke München     | 25.532        | 8.704               | 8.287               | 8.541               |
| 10.   | SV Nikar Heidelberg       | 24.796        | 8.230               | 8.147               | 8.419               |
| 11.   | TSV Hohenbrunn-Riemerling | 23.650        | 7.950               | 7.961               | 7.739               |
| 12.   | Potsdamer SV (N)          | 22.769        | 7.635               | 7.316               | 7.818               |

 Deutscher Mannschaftsmeister

 Absteiger in die 2. Bundesliga 2015

(M) Deutscher Mannschaftsmeister 2013

(N) Aufsteiger aus der 2. Bundesliga 2013

### Die Meistermannschaft
| 1.                               | SG Essen |
| kein Logo der SG Essen vorhanden | Isabelle Härle, Dorothea Brandt, Kathrin Demler, Rabea Tzenetos, Laura Goldbach, Annalena Felker, Lisa Höpink, Caroline Ruhnau, Lina Weinmeister, Michelle Lambert - Trainerin: Nicole Endruschat |

## 2. Bundesliga
Die zwei punktbesten Mannschaften aus der 2. Bundesliga und damit Aufsteiger in die 1. Bundesliga, kamen aus der Staffel Süd und waren die SSG 81 Erlangen und der SC Wiesbaden 1911.

### Modus
Der Wettkampf der 2. Bundesliga war ausgelegt für je 12 Mannschaften in den Ligen Nord, West und Süd. Auf einer 25-m-Bahn wurde in zwei Abschnitten an einem Tag jeweils das komplette olympische Programm geschwommen. Die beiden punktbesten Mannschaften (berechnet anhand der FINA-Punktetabelle) der 2. Bundesligen (übergreifende Wertung) stiegen in die 1. Bundesliga auf. Die beiden letztplatzierten Mannschaften jeder Staffel (Plätze 11 und 12) stiegen in die höchste Landesverbandsliga ab. Stiegen aus der 1. Bundesliga mehr Mannschaften in eine Staffel der 2. Bundesliga ab, als aus dieser in die 1. Bundesliga aufstiegen, mussten so viele Mannschaften aus der betroffenen Staffel absteigen, dass jeder Staffel wieder 12 Mannschaften angehörten. Eine Schwimmerin durfte nur in vier Wettkämpfen starten, wobei eine Schwimmstrecke nur im Falle eines Nachschwimmens wiederholt werden durfte. Der Start im Nachschwimmen wurde auf die Anzahl der Starts der Schwimmerin angerechnet.

### Staffel Nord
Der Wettkampf fand am 1. Februar 2014 in der Universitätsschwimmhalle von Kiel statt.
Für die punktbeste Einzelleistung der 2. Bundesliga Nord sorgte Sonnele Öztürk aus Spandau mit 781 Punkten über 200 m Rücken.
| Platz | Mannschaft                           | Gesamt Punkte | 1. Abschnitt Punkte | 2. Abschnitt Punkte |
| ----- | ------------------------------------ | ------------- | ------------------- | ------------------- |
| 01.   | Wasserfreunde Spandau 04             | 16.804        | 8.344               | 8.460               |
| 02.   | SGS Hannover                         | 15.513        | 7.910               | 7.603               |
| 03.   | Swim-Team Stadtwerke Elmshorn        | 15.455        | 7.674               | 7.781               |
| 04.   | Wassersportfreunde von 1898 Hannover | 15.356        | 7.657               | 7.699               |
| 05.   | VfV Hildesheim                       | 14.591        | 7.237               | 7.354               |
| 06.   | Berliner TSC (N)                     | 14.489        | 7.429               | 7.060               |
| 07.   | Hamburger Schwimm-Club von 1879 (N)  | 14.051        | 7.074               | 6.977               |
| 08.   | TV Meppen (N)                        | 13.416        | 6.611               | 6.805               |
| 09.   | SSG Bremen/Bremerhaven (N)           | 13.286        | 6.644               | 6.642               |
| 10.   | SG Osnabrück                         | 13.239        | 6.676               | 6.563               |
| 11.   | SV Neptun Kiel                       | 13.183        | 6.682               | 6.501               |
| 12.   | SGS Hamburg                          | 12.591        | 6.424               | 6.167               |

 Absteiger in die Landesverbandsebene

(N) Aufsteiger aus der Landesverbandsebene

### Staffel West
Der Wettkampf fand am 1. Februar 2014 im Zentralbad von Gelsenkirchen statt.
Für die punktbeste Einzelleistung der 2. Bundesliga West sorgte Jessica Steiger aus Gladbeck mit 781 Punkten über 100 m Freistil.
| Platz | Mannschaft                          | Gesamt Punkte | 1. Abschnitt Punkte | 2. Abschnitt Punkte |
| ----- | ----------------------------------- | ------------- | ------------------- | ------------------- |
| 01.   | TPSK 1925                           | 16.625        | 8.172               | 8.453               |
| 02.   | SG Schwimmen Münster                | 16.024        | 8.200               | 7.824               |
| 03.   | SG Essen II                         | 16.011        | 7.967               | 8.044               |
| 04.   | VfL Gladbeck                        | 15.877        | 7.886               | 7.991               |
| 05.   | SG Bayer (A)                        | 15.471        | 7.891               | 7.580               |
| 06.   | Wasserfreunde Bielefeld             | 15.405        | 7.563               | 7.842               |
| 07.   | SG Ruhr                             | 15.248        | 7.642               | 7.606               |
| 08.   | Schwimm- und Sportfreunde Bonn 1905 | 15.074        | 7.496               | 7.578               |
| 09.   | SG Gelsenkirchen                    | 15.071        | 7.667               | 7.404               |
| 10.   | SG Ruhr II                          | 14.978        | 7.717               | 7.261               |
| 11.   | 1. Paderborner SV (N)               | 14.629        | 7.303               | 7.326               |
| 12.   | SG Remscheid (N)                    | 12.722        | 6.270               | 6.452               |

 Absteiger in die Landesverbandsebene

(A) Absteiger aus der 1. Bundesliga 2013

(N) Aufsteiger aus der Landesverbandsebene

### Staffel Süd
Der Wettkampf fand am 1. Februar 2014 im Westbad von Freiburg im Breisgau statt.
Für die punktbeste Einzelleistung der 2. Bundesliga Süd sorgte Jenny Mensing aus Wiesbaden mit 786 Punkten über 100 m Rücken.
| Platz | Mannschaft               | Gesamt Punkte            | 1. Abschnitt Punkte      | 2. Abschnitt Punkte      |
| ----- | ------------------------ | ------------------------ | ------------------------ | ------------------------ |
| 01.   | SSG 81 Erlangen          | 17.630                   | 8.867                    | 8.763                    |
| 02.   | SC Wiesbaden 1911        | 17.324                   | 8.723                    | 8.601                    |
| 03.   | SSG Leipzig (A)          | 16.444                   | 8.170                    | 8.274                    |
| 04.   | Swimteam HedDos          | 16.197                   | 7.897                    | 8.300                    |
| 05.   | Hofheimer SC             | 16.139                   | 8.102                    | 8.037                    |
| 06.   | SSV Nürnberg             | 16.033                   | 7.981                    | 8.052                    |
| 07.   | SG Region Karlsruhe      | 15.745                   | 7.986                    | 7.759                    |
| 08.   | SC Chemnitz 1892         | 15.703                   | 7.700                    | 8.003                    |
| 09.   | DSW 1912 Darmstadt (N)   | 15.614                   | 7.854                    | 7.760                    |
| 10.   | SSG Reutlingen/Tübingen  | 15.310                   | 7.710                    | 7.600                    |
| 11.   | SG EWR Rheinhessen-Mainz | 15.035                   | 7.428                    | 7.607                    |
| 12.   | Wacker Burghausen (N)    | Burghausen trat nicht an | Burghausen trat nicht an | Burghausen trat nicht an |

 Aufsteiger in die 1. Bundesliga 2015

 Absteiger in die Landesverbandsebene

(A) Absteiger aus der 1. Bundesliga 2013

(N) Aufsteiger aus der Landesverbandsebene

## Landesverbandsebene
Vom 18. Januar bis 22. Februar 2014 wurden die Wettkämpfe auf Landesebene durchgeführt, wo die Aufsteiger in die 2. Bundesliga ermittelt wurden.

### Modus
Die Wettkämpfe auf Landesebene wurden auf einer 25-m-Bahn an einem Tag durchgeführt. Dabei wurde in zwei Abschnitten jeweils das komplette olympische Programm geschwommen. Die beiden punktbesten Mannschaften (berechnet anhand der FINA-Punktetabelle) jeder Region (Nord, West und Süd) stiegen in die 2. Bundesliga auf. Stiegen mehr Mannschaften aus einer Staffel der 2. Bundesliga in die 1. Bundesliga auf, als in diese abstiegen, stiegen so viele nächstplatzierte Mannschaften aus der zugehörigen Landesverbandsregion in die 2. Bundesliga auf, dass dieser Staffel wieder 12 Mannschaften angehörten. Eine Schwimmerin durfte nur in vier Wettkämpfen starten, wobei eine Schwimmstrecke nur im Falle eines Nachschwimmens wiederholt werden durfte. Der Start im Nachschwimmen wurde auf die Anzahl der Starts der Schwimmerin angerechnet.

### Aufsteiger
| Mannschaft                  | Punkte | Landesverband                      |
| --------------------------- | ------ | ---------------------------------- |
| Staffel Nord                |        |                                    |
| Waspo 08 Göttingen          | 14.031 | Landesschwimmverband Niedersachsen |
| Wasserfreunde Spandau 04 II | 13.891 | Berliner Schwimm-Verband           |
| Staffel West                |        |                                    |
| Blau-Weiß Bochum            | 15.052 | Schwimmverband Nordrhein-Westfalen |
| SG Essen III                | 14.853 | Schwimmverband Nordrhein-Westfalen |
| Staffel Süd                 |        |                                    |
| SV Cannstatt                | 15.623 | Schwimmverband Württemberg         |
| EOSC Offenbach              | 15.566 | Hessischer Schwimm-Verband         |
| SG Schwabmünchen-Nördlingen | 15.055 | Bayerischer Schwimmverband         |